# SILENT LOVE
『SILENT LOVE』（サイレント・ラブ）は、日本の歌手中森明菜のミニ・アルバム。このアルバムは1984年12月21日にワーナー・パイオニアよりリリースされた (LP: L-5601)。

## 背景
『SILENT LOVE』は、1982年12月発売の『Seventeen』に続く中森にとって2枚目となるミニ・アルバムで、1984年12月21日にLP（規格品番: L-5601）40万枚完全限定盤でリリースされた。LP限定盤であった本作は、1988年12月21日に初CD化され再発売された（規格品番: 18L2-47）。
このアルバムは、伊集院静が手掛けたショート・ストーリーによるコンセプト・アルバムとなっている。概要は、DANとREIの2人の登場人物の198X年12月12日から12月25日のクリスマスまでのストーリーが描かれている。本作の作家陣は、このアルバムのストーリー・コンポジションに加えて伊達歩名義で伊集院が作詞も担当し、作曲を井上大輔が、編曲は瀬尾一三が担当、全4曲とも同じ作家で統一している。
本作のハードカバーは、国際郵便の包装風で、2枚のポートレートに、4ページのカラー・イラスト入り歌詞カードが封入された。加えて、イラスト・レーベル仕様となっている。
このアルバムのレコーディングは、アオイスタジオ、チェリーアイランドスタジオ、Sound City Studioで行われた。プロデュースは、スタジオ・アルバム『ANNIVERSARY』、『POSSIBILITY』に続き島田雄三が担当した。
翌年の1985年7月6日より開催した全国コンサート・ツアーBITTER & SWEET限定で販売した、自身の写真が映されたジャケット盤も存在している。

## チャート成績
本作は、オリコン週間LPチャートの1984年12月31日付で、最高順位2位を記録した。同チャートの100位以内においては、計16週に渡ってランクインしている。また、再発盤 (CD: 18L2-47)は、オリコン週間アルバムチャートの1989年1月2日付で最高順位70位を記録し、同チャートの100位以内においては、計4週に渡ってランクインした。

## 収録曲
| 全作詞: 伊達歩、全作曲: 井上大輔、全編曲: 瀬尾一三。 |                    |        |            |      |
| #                                                    | タイトル           | 作詞   | 作曲・編曲 | 時間 |
| 1.                                                   | 「BLUE BAY STORY」 | 伊達歩 | 井上大輔   | 4:03 |
| 2.                                                   | 「LITTLE PARTY」   | 伊達歩 | 井上大輔   | 5:06 |

| 全作詞: 伊達歩、全作曲: 井上大輔、全編曲: 瀬尾一三。 |                                     |        |            |      |
| #                                                    | タイトル                            | 作詞   | 作曲・編曲 | 時間 |
| 3.                                                   | 「TERMINALまでのEVE」               | 伊達歩 | 井上大輔   | 4:06 |
| 4.                                                   | 「星のX'MAS-BERRY ～A TENDER STAR」 | 伊達歩 | 井上大輔   | 5:59 |
| 合計時間:                                            | 合計時間:                           | 19:14  |            |      |

## クレジット
『SILENT LOVE』のライナー・ノーツより
| - プロデューサー：島田雄三 - ディレクター：藤倉克己 - ストーリー・コンポジション：伊集院静 - エンジニア：石崎信郎 - アシスタン・エンジニア：HIROYUKI SATO、TATSUKIYO MITSUYASU - 録音：アオイスタジオ、チェリーアイランドスタジオ、Sound City Studio - ミックス&マスター：ワーナーパイオニア・スタジオ - アート・ディレクション：持田恭男 | - イラストレーション：SUJUROH HINATAYAMA - 撮影：清水清太郎 - スタイリスト：東野邦子 - ヘア&メイクアップ：JUN TOGASHI - プロモーション・スタッフ：畠山政行、田中良明 - クリエイティブ・サービス：太田晶子 - プロダクション・コーディネーター：北村篤識 - マネジメント：研音（茅根浩康、名幸房則、柳沢秀昭、森山みどり） |

## リリース履歴
| 発売日         | レーベル                     | 規格 | 品番       | 備考                                                |
| -------------- | ---------------------------- | ---- | ---------- | --------------------------------------------------- |
| 1984年12月21日 | ワーナー・パイオニア         | LP   | L-5601     | ピクチャーディスク仕様                              |
| 1988年12月21日 | ワーナー・パイオニア         | CD   | 18L2-47    | [ 7 ]                                               |
| 2022年12月21日 | ワーナーミュージックジャパン | CD   | WPCL-13442 | オリジナル・カラオケ付 2022ラッカーマスターサウンド |

## 参照
1. 1 2 3 4 5 6 7 8 9 10 11  『SILENT LOVE』（LP）中森明菜、ワーナー・パイオニア、1984年12月21日。L-5601。
2. ↑  中森明菜 (21 December 1988). SILENT LOVE (12cmCD). ワーナー・パイオニア. 18L2-47。
3. 1 2 3  『AKINA』（4×12cmCD）中森明菜、ワーナーミュージック・ジャパン、1993年11月10日。WPCL-770〜3。
4. 1 2 3  『ALBUM CHART-BOOK COMPLETE EDITION 1970 〜 2005』オリコン・マーケティング・プロモーション、2006年4月25日、455-457頁。ISBN 4871310779。
5. 1 2  オリコンランキング情報サービス「you大樹」
6. ↑  『Seventeen』（LP）中森明菜、ワーナー・パイオニア、1982年12月24日。L-6501。
7. 1 2  “中森明菜 / サイレント・ラヴ [廃盤] [CD] [アルバム] - CDJournal.com”.   音楽出版社. 2011年6月28日閲覧。
8. ↑  『POSSIBILITY』（LP）中森明菜、ワーナー・パイオニア、1984年10月10日。L-12592。
9. ↑  『ANNIVERSARY』（LP）中森明菜、ワーナー・パイオニア、1984年5月1日。L-12591。
10. ↑  『中森明菜写真集 VINGTANS -20 Years Old-』ケン企画、1985年12月24日。
11. ↑  小池聰行 編『オリコン年鑑1990別冊 オリコン・チャート・データ'89』オリジナルコンフィデンス、1990年4月20日、189-191頁。ISBN 4-87131-024-8。